# Alec Jeffreys
Alec John Jeffreys, miembro de la Royal Society (Oxford, Reino Unido, 9 de enero de 1950) es un genetista británico que desarrolló las técnicas de la huella genética y del perfil de ADN que, en la actualidad, son usadas por la ciencia forense para ayudar a la policía en sus trabajos de investigación. La misma técnica se ha demostrado muy útil para resolver litigios sobre paternidad. Es catedrático de Genética en la Universidad de Leicester, y recibió las llaves de dicha ciudad el 26 de noviembre de 1992. En 1994, fue nombrado caballero de la Orden del Imperio Británico por la reina Isabel II en reconocimiento por sus contribuciones al mundo de la ciencia y la tecnología.

## Primeros años
Hijo de una familia de clase media, vivió sus primeros seis años en Oxford. En 1956, la familia se trasladó a Luton. Su curiosidad y su inventiva pudo haberlas heredado de su padre y de su abuelo paterno, quienes registraron un buen número de patentes a lo largo de su vida. Cuando tenía ocho años, su padre le regaló un juego de química que fue mejorado en los años siguientes con otros productos que no venían incluidos en la versión inicial como, por ejemplo, una botella de ácido sulfúrico. Le gustaba realizar experimentos que produjeran pequeñas explosiones, hasta que una salpicadura accidental de dicho ácido le causó una quemadura que trajo como consecuencia una cicatriz en su barbilla. Hacia los nueve años, sus padres le regalaron un microscopio
que utilizó para examinar los especímenes que caían en sus manos. A la edad de doce años se construyó un pequeño equipo de disección para estudiar abejorros que incluía un escalpelo fabricado a partir de un perno aplanado. Sus padres empezaron a preocuparse cuando comenzó a diseccionar animales más grandes. Una mañana de domingo, mientras trabajaba como repartidor de periódicos, encontró un gato muerto en la carretera y se lo llevó a casa en su cartera. Comenzó a destriparlo en la mesa de la cocina antes de la hora de la comida e inundó de un olor desagradable el resto de las habitaciones de la casa, olor que se hizo casi insoportable cuando sajó los intestinos del gato.
Fue alumno de la Escuela de Gramática de Luton y del Luton Sixth Form College. En su juventud fue un mod con una Vespa de 150 cc y vistió un anorak como prenda de abrigo. Más tarde, se hizo hippie. Después, se compró una motocicleta Matchless de 350 cc para codearse con los rockers. En 1968, ingresó en el Merton College de la Universidad de Oxford y en 1972 se graduó con honores de primera clase en Bioquímica.

## Vida profesional

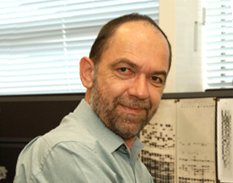
Alec Jeffreys

Preparó su tesis doctoral (Studies on the mitochondria of cultured mammalian cells) siendo un estudiante de posgrado en el Laboratorio de Genética de la Universidad de Oxford. Los genes de los mamíferos siguieron ocupando su atención mientras trabajaba como investigador en la Universidad de Ámsterdam. En 1977, se trasladó a Leicester, donde descubrió un método que mostraba las variaciones en el ADN de diferentes individuos en 1984, lo que le sirvió para desarrollar la técnica de la huella genética.

### Huella genética
En el laboratorio de Leicester, el 10 de septiembre de 1984, hacia las 9 de la mañana, examinando unas placas de rayos-X realizadas sobre un experimento de ADN cuyas muestras se obtuvieron de varios miembros de la familia de su ayudante, advirtió inesperadamente las similitudes y diferencias en el ADN de los distintos miembros del conjunto. Transcurrida, aproximadamente, media hora, se dio cuenta de la importancia de lo que estaba observando, ya que las variaciones en el código genético servían para identificar inequívocamente a los individuos. El método se demostró muy útil para la ciencia forense, así como para resolver indubitadamente conflictos de paternidad. La técnica también puede ser utilizada estudios de genética de poblaciones en especies no humanas. El laboratorio de Leicester fue el único centro en todo el mundo que realizó pruebas de esta clase desde 1984 hasta que se comercializaron sus técnicas en 1987.
La primera vez que se utilizó el método de la huella genética de Jeffreys fue en un litigio sobre inmigración ilegal y, finalmente, los antecedentes británicos de un niño cuya familia era originaria de Ghana fueron demostrados. En ciencia forense, el primer caso en el que se aplicó la técnica de Jeffreys fue el de Colin Pitchfork, y sirvió para identificarle como el violador y asesino de dos adolescentes, Lynda Mann y Dawn Ashworth, del condado de Leicestershire, en 1983 y 1986 respectivamente. Colin Pitchfork fue identificado y condenado por asesinato a partir de las muestras de semen obtenidas de los cadáveres de las dos chicas. La identificación conseguida mediante esta técnica se reveló importantísima ya que, de no haber sido por ella, las autoridades británicas hubieran condenado, muy probablemente, a Richard Buckland, el principal sospechoso. Así que no solo el trabajo de Jeffreys demostró en este caso quién fue el verdadero asesino, sino que también evitó que se condenara a cadena perpetua a un inocente. Otro caso muy famoso en el que se aplicó esta técnica fue el del doctor nazi Josef Mengele. En 1992, el método de la huella genética sirvió a los fiscales alemanes para confirmar la identidad de Mengele, fallecido en 1979, comparando el ADN obtenido de un fémur de su esqueleto con el correspondiente a su viuda y a su hijo.

## Vida personal
Jeffreys se casó con Sue Miles el 28 de agosto de 1971. Fueron padres de dos hijos, nacidos en 1979 y 1983.

## Nombramientos, premios y condecoraciones
- 20 de marzo de 1986 – Nombrado miembro de la Royal Society.[13]
- 1989 – Midlander of the Year.
- 1991 – Nombrado Profesor de la Royal Society.[14]
- 26 de noviembre de 1992 – Llaves de la ciudad de Leicester.[6]
- 1994 – Caballero de la Orden del Imperio Británico.
- 1996 – Premio Mundial de Ciencias Albert Einstein.[15]
- 1998 – Premio Australia.
- 1999 – Medalla Stokes.
- 2004 – Doctor honoris causa concedido por la Universidad de Leicester.[16]
- 2004 – Medalla Royal.[17]
- 2004 – Pride of Britain Award.[18]
- 2004 – Fundación Louis-Jeantet.[19]
- 2005 – Premio Albert Lasker por Investigación Médica Clínica,[20] conjuntamente con Edwin Southern de la Universidad de Oxford.[21]
- 2005 – Miembro de la National Academy of Sciences.[22]
- 2006, diciembre. – Doctor honoris causa por la Universidad de Liverpool.
- 2006 – Morgan Stanley Great Briton Award for the Greatest Briton of the year, winner in the category of Science and Innovation, as well as the overall winner.
- 2006 – Dr A.H. Heineken Prize for Biochemistry and Biophysics.[23]
- 8 de marzo de 2007 – Doctor honoris causa por el King's College de Londres.[24]
- 23 de enero de 2008 – Medalla Graham de la Sociedad filosófica de Glasgow: conferencia "DNA Profiling; Past, present and future", 206th Lecture Series.[25]
- 16 de noviembre de 2009 – Doctor honoris causa por la Universidad de Huddersfield.[26]
- 14 de abril de 2010 – Medalla de Edinburgo.[27]
- 21 de febrero de 2011 – Premio anual de la Association of Biomolecular Resource Facilities.[28]
- Medalla Copley en agosto de 2014.[29]